# Valdazze
Valdazze è una frazione del comune di Pieve Santo Stefano, in provincia di Arezzo.
La località sorge sull'Appennino tosco-romagnolo e ricade quasi per intero nel versante adriatico della penisola (bacino idrografico del fiume Marecchia, ai piedi del Monte della Zucca, mt. 1261). La frazione ha origini antiche, situata sul valico tra val Tiberina e val Marecchia, lungo la strada, per lo meno medievale, che collegava Pratieghi con Pieve Santo Stefano. L'attuale aspetto moderno lo si deve all'iniziativa del cavalier Silvio Giorgetti di Forlì che a partire dal 1964 intese farne un'importante località turistica detta "Il villaggio del cantante".

## Storia
In pochi anni, nel luogo dove già sorgeva un antico casolare, Valdazze di Sopra, ancora oggi visibile sebbene rimaneggiato più volte, vennero costruiti una chiesa, un grande condominio, un ristorante-albergo, attrezzature sportive, negozi ed una serie di villette. Il terreno venne offerto ai cantanti Gianni Meccia, Jimmy Fontana, Bobby Solo e Checco Marsella de i Giganti, con l'obbligo di costruzione entro due anni. La stipula avvenne nello studio del notaio Ghi di Roma e l'inaugurazione ufficiale del "Villaggio del cantante" avrebbe dovuto esser trasmessa da Pippo Baudo sulla Rai, ma non se ne fece mai niente.
Il progetto proseguì con la costruzione di diverse ville private e attualmente nel villaggio sono presenti una trentina di abitazioni che durante l'estate vengono utilizzate per la villeggiatura. Gran parte delle strutture turistiche però, praticamente mai entrate in funzione, giacciono da allora in stato di abbandono.
Oltre al già citato casolare di Valdazze di Sopra e ai ruderi poco distanti di Valdazze di Sotto, lungo l'antica strada per Pratieghi, la località risulta di interesse per l'aspetto paesaggistico, con notevoli panorami sia verso la val Marecchia che verso la val Tiberina e per l'aspetto naturalistico, con la possibilità di numerose passeggiate tra le faggete del Monte della Zucca (resti della linea gotica) e le cerrete che scendono nei due versanti.

## Curiosità
Tuttora nelle province di Arezzo, Rimini e Forlì-Cesena, sui bordi delle principali strade che conducono verso l'Appennino, campeggiano decine di grandi scritte, fatte a mano con vernice bianca dallo stesso Giorgetti durante la notte, con la parola "Valdazze" e la freccia che indica la direzione per il paesino.
Nel 1969 il complesso musicale romagnolo Secondo Casadei e il suo complesso pubblicò la canzone valzer Vieni a Valdazze (musica di Secondo Casadei, testo di Raoul Casadei).
Nel 2012 il musicista Mirco Mariani con il suo progetto Saluti da Saturno dedica un brano a Valdazze, intitolando così anche l'intero album.